# 贺兰玄参
贺兰玄参（学名：Scrophularia alaschanica），为玄参科玄参属下的一个植物种。